# Bar (Corrèze)
Bar település Franciaországban, Corrèze megyében. Lakosainak száma 307 fő (2022. január 1.). Bar Les Angles-sur-Corrèze, Corrèze, Gimel-les-Cascades, Naves, Orliac-de-Bar, Saint-Salvadour és Seilhac községekkel határos.

## Népesség
A település népességének változása:
| Lakosok száma | 397  | 282  | 317  | 321  | 313  | 315  | 308  | 304  | 303  | 307  |
|               | 1968 | 1982 | 1990 | 2006 | 2013 | 2015 | 2017 | 2019 | 2020 | 2022 |